# Ходжа (исмаилиты)
Ходжа — индийская община исмаилитов-низаритов.

## История
Происхождение общины связано с деятельностью исмаилитского проповедника перса Садруддина в Западной Индии в начале XV века. Его приверженцы в Синде,  Гуджарате и некоторых районах Пенджаба стали именоваться ходжа. Они были из торговой касты Лохана, а название ходжа связано с персидским титулом ходжа. Они использовали письменность ходжки.

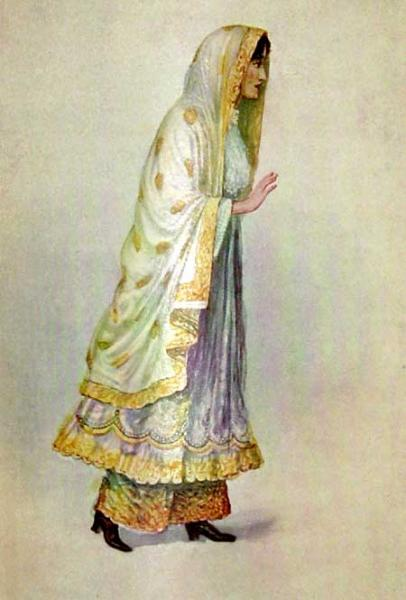
Женщина-ходжа из Бомбея

На рубеже XVIII-XIX веков началось расселение ходжа по всей Индии и за ее пределы: в страны Юго-Восточной Азии и Восточной Африки, в Аравию, где они занимались торговлей.
Из среды ходжа выдвинулись такие известные политические деятели, как Ага-хан III и Мухаммед Али Джинна. Некоторые ходжа вступили в конфликт с Ага-ханом I после его прибытия в Индию, и в 1866 году были изгнаны из исмаилитской общины. Они перешли в ортодоксальный шиизм и известны как ходжа-двунадесятники (иснаашариты), многие из них также переселились в Восточную Африку.

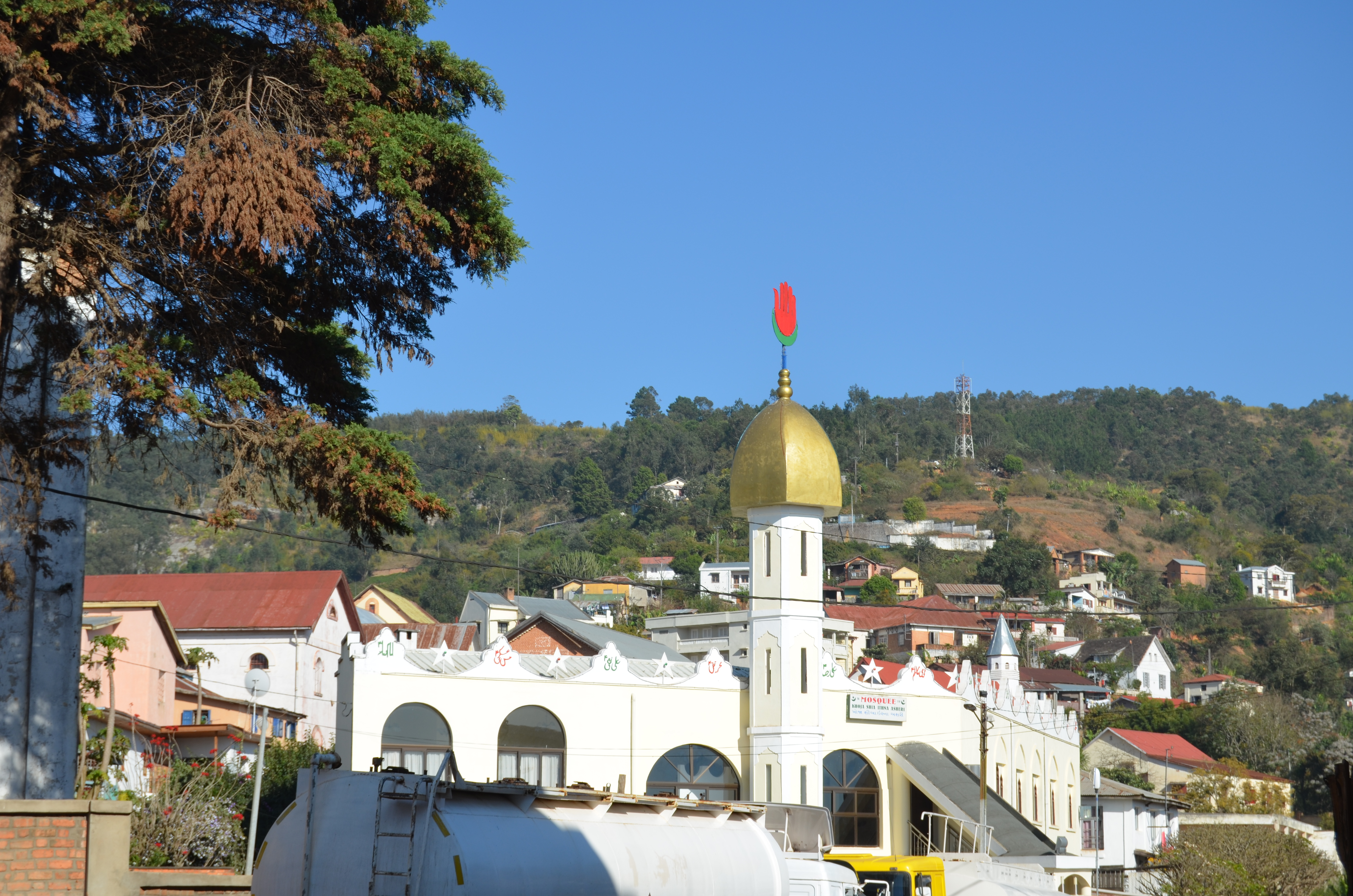
Мечеть ходжа в городе Фианаранцуа, Мадагаскар

К концу 1960-х годов около 750 тыс. ходжа жили в Африке: большинство из них проживало в Кении, Уганде и Танзании, незначительное число — в Заире, ЮАР, Мозамбике и на Мадагаскаре. Исмаилиты индийского происхождения играли значительную роль в экономике Восточной Африки. Так, в 1970-е годы в Кении они контролировали более 1/5 промышленного, 1/8 в сельскохозяйственного производства, 60% розничной торговли. В Кении, Уганде, Танзании они создавали школы, больницы, детские приюты, благотворительные фонды. Они выбирали себе жен из своей касты, а если не находили невест в Восточной Африке, то женились на исмаилитках из Индии или Пакистана.